# (525) Adélaïde
(525) Adélaïde est un astéroïde de la ceinture principale découvert par Joel Hastings Metcalf le 21 octobre 1908. Il a été ainsi baptisé en hommage à l'épouse du roi Guillaume IV du Royaume-Uni, Adélaïde de Saxe-Meiningen.

## Historique
En 1904, un astéroïde découvert par Max Wolf fut nommé (525) Adélaïde, lorsqu'il a été redécouvert en 1930 il a été nommé (1171) Rusthawelia. Quand les astronomes se sont aperçus qu'il s'agissait du même objet, le nom (525) Adélaïde a été donné à cet astéroïde pour ne pas laisser le nombre vacant.